# Principato di Leyen
Il Principato di Leyen fu uno stato tedesco dell'era napoleonica esistente dal 1806 al 1814 a Hohengeroldseck, ad ovest del moderno Baden-Württemberg.

## Storia
La famiglia signorile dei von der Leyen aveva acquisito diversi distretti della Germania dell'ovest, e questi erano stati ereditati dalla linea dei Leyen dei conti di Adendorf. I signori di questa linea divennero baroni dell'impero nel 1653 e poi conti nel 1711. 
Signori immediati del possesso equestre di Burrweiler (1667), progressivamente ebbero i possessi e le signorie nella valle del Reno, ereditandoli dagli altri rami familiari (Ahrenfels, Blieskastel, Geisberg, Nieuwern, Saffig, Bongard, Simpelfeld, Gries, Muenchweiler, Otterbach, Oberkirchen, Adendorf  tra Spira e Worms). 
Nel 1705 furono investiti della signoria di Hohen-Geroldseck, già sotto amministrazione imperiale (1692-1705), che divenne contea imperiale immediata col barone Carlo Gaspare (22.11.1711) insieme alla signoria di Adendorf, entrando a fare parte del Banco svevo dei Collegio dei conti, con seggio e voto alla Dieta (Graf von und zu der Leyen und Hohengeroldseck, Freiherr auf Adendorf, Herr zu Blieskastel, Burrweiler, Muenchweiler, Otterbach, Niewern, Saffig, Ahrenfels, Bongard, Simpelfeld, ecc.).
Nel 1797 la Francia sconfisse i principi del Sacro Romano Impero ed ottenne le terre imperiali ad ovest del Reno. A seguito della sconfitta dell'Austria nel 1806, il conte Filippo Francesco von der Leyen-Adendorf venne elevato al titolo di Principe, e le sue terre presero il nome di 'Principato di Leyen'. 
Nel 1801 avevano il 126º voto al Reichstag. Elevati alla dignità principesca (12.07.1806), entrarono nella Confederazione del Reno. 
Il principe Filippo Francesco, come del resto molti altri membri della Confederazione del Reno, divenne sostenitore della causa francese. La sua posizione all'interno dei nobili tedeschi nella confederazione renana era piuttosto privilegiata in quanto egli era nipote di Karl Theodor von Dalberg, presidente della confederazione stessa.
Dopo la battaglia di Lipsia, il principe di Leyen visse prevalentemente a Parigi e, a seguito della sconfitta di Napoleone nella battaglia di Waterloo nel 1814, il Congresso di Vienna optò per la soppressione del principato e le tue terre mediatizzate a favore dell'Austria e finché nel 1819 vennero cedute al Baden (circolo della Kinzig, baliaggio di Seelbach).

## Baroni e Conti di Leyen
- Ugo Ernesto (1652-1670)
- Carlo Gaspare (1670-1739)
- Federico Ferdinando (1739-1760)
- Francesco Carlo (1760-1775)
- Filippo I Francesco (1775-1814)

## Principi di Leyen (1806 – 1814)
- Filippo I Francesco (1806–1814)

soppressione del principato ad opera del Congresso di Vienna

## Principi titolari di Leyen (1814–1918)
- Filippo Francesco (1814–1829)
- Erwein I (1829–1879)
- Filippo II (1879–1882)
- Erwein II (1882–1918)

soppressione del titolo alla caduta dell'Impero di Germania

## Capi della casata di Leyen (dal 1918)
- Erwein II (1918-1938)
- Erwein III (1938-1970)
- Filippo III Erwein (dal 1970)